# Козьминский, Гонорат
Гонора́т Козьминский (пол. Honorat Koźmiński OFMCap; 16 октября 1829 года, Бяла-Подляска, Польша — 16 декабря 1916 года, Нове-Място-над-Пилицей, Польша) — блаженный Римско-Католической Церкви, священник, монах из францисканского ордена капуцинов, основатель подпольных монашеских общин, женской монашеской конгрегации фелицианок (CSSF), польский писатель.

## Биография
Окончил гимназию в Плоцке. Во время обучения в гимназии пережил религиозный кризис и утратил веру. Окончил гимназию в возрасте 15 лет. С 1845 по 1848 года учился в школе искусств в Варшаве. Был обвинён в антироссийском заговоре и арестован 23 апреля 1846 года. 27 февраля 1847 года был освобождён из-за эпидемии тифа, которая распространилась в тюрьме. 21 декабря 1848 года вступил во францисканский орден капуцинов в городе Любартув.
Первые временные монашеские обеты принёс 21 декабря 1849 года и выехал в Люблин изучать теологию. 18 декабря 1850 года принял вечные монашеские обеты. В 1851 году продолжил своё теологическое образование в Варшаве. В 1852 году закончил своё обучение и стал преподавать в Варшаве риторику. 27 декабря 1852 был рукоположён епископом Антонием Фиялковским в сан священника. С 1853 по 1855 года преподавал теологию в Варшаве. В 1855 году вместе с Марией Ангелой Трушковской основал женскую монашескую конгрегацию сестёр фелицианок. Участвовал в религиозном возрождении Католической Церкви в Польше, способствуя развитию различных религиозных католических движений и молитвенных групп «живого Розария».
После польского восстания 1864 года царское правительство ликвидировало большинство католических монастырей, которые располагались на территории Российской империи. После закрытия монастыря в Варшаве, Гонорат Козьминский был переведён в монастырь в Закрочиме. В условиях жестких ограничений на деятельность Католической Церкви Гонорат Козьминский основывал подпольные монашеские общины (так называемые «скрытки»), для которых писал устав на основе третьего францисканского ордена терциариев. С 1872 по 1898 год основал 14 женских подпольных общин (сегодня их называют «гоноратские ордена»), деятельностью которых стала благотворительность, распространение и обучение основам веры среди католических семей, рабочих, госпиталях.
С 1892 года находился в монастыре францисканского ордена капуцинов в городе Нове-Място-над-Пилицой. С 1895 года стал комиссаром ордена. В это же время посылал в Рим тайные сообщения о положении Католической Церкви в Польше. В конце жизни испытывал многочисленные преследования со стороны властей, которая следила за его деятельностью и неоднократно вызывала на допросы.

## Прославление
16 октября 1988 года римский папа Иоанн Павел II причислил Гонората Козьминского к лику блаженных.
День памяти в Католической церкви — 13 октября.

## Литературное творчество
Написал многочисленные сочинения, которые отражают духовную жизнь Гонората Козьминского.
Основные труды:
- Powieść nad powieściami: Historia miłości Bożej względem rodu ludzkiego (Повесть повестей: История любви Божьей к роду человеческому);
- Czem jest Maryja (Кто для нас Мария);
- Święty Franciszek Seraficki: Jego życie, wielkie dzieła, duch, dary, pisma i nauki i ich odbicie w naśladowcach jego (Святой Франциск Серафический: Его жизнь, великие деяния, дух, дарования, сочинения и наставления, а также их отражение у его последователей) - цифровая версия  ;
- Notatnik duchowy (Духовные заметки)